# ماري نيولاند
ماري نيولاند (بالإنجليزية: Mary Newland)‏ هي ممثلة بريطانية (وحملت سابقاً جنسية المملكة المتحدة لبريطانيا العظمى وأيرلندا)، ولدت في 7 فبراير 1903 بغلوستر في المملكة المتحدة، وتوفيت في 1 سبتمبر 1984 بلندن في المملكة المتحدة.

## وصلات خارجية
- ماري نيولاند على موقع IMDb (الإنجليزية)
- ماري نيولاند على موقع قاعدة بيانات الفيلم (الإنجليزية)